# Оксид марганца(VII)
Оксид марганца(VII) Mn2O7 — зеленовато-бурая или красная маслянистая жидкость с металлическим блеском (крёзового цвета), неустойчив при комнатной температуре, при соприкосновении с горючими веществами воспламеняет их, возможно со взрывом. Высокотоксичен, сильнейший окислитель.

## Физические свойства
Температура плавления — 5,9 °C. Разлагается со взрывом выше 55 °C или при контакте с органическими веществами.
В проходящем свете имеет красную окраску, в отражённом — зелёную. Образует кристаллы тёмно-зелёного цвета.
Молекулы состоят из пары тетраэдров с атомами кислорода в вершинах и атомами марганца в центрах. Сходная структура наблюдается у оксида хлора(VII), оксида технеция(VII) и оксида рения(VII).

## Химические свойства
Оксид марганца(VII) — соединение кислорода и марганца, ангидрид марганцовой кислоты.

### Получение
Получить оксид марганца(VII) Mn2O7 можно действием холодной концентрированной серной кислоты на перманганат калия:
{\displaystyle {\mathsf {2KMnO_{4}+H_{2}SO_{4}\longrightarrow \ Mn_{2}O_{7}+K_{2}SO_{4}+H_{2}O}}}
Полученный оксид марганца(VII) неустойчив и разлагается на оксид марганца(IV) и кислород:
{\displaystyle {\mathsf {2Mn_{2}O_{7}\longrightarrow \ 4MnO_{2}+3O_{2}\uparrow }}}
Одновременно выделяется озон:
{\displaystyle {\mathsf {Mn_{2}O_{7}\longrightarrow \ 2MnO_{2}+O_{3}\uparrow }}}
Разложение оксида марганца(VII) может сопровождаться взрывом:
{\displaystyle {\ce {Mn_2O_7->MnO_2 + O2 + O3}}}{\displaystyle \Delta H=-1107.7}

### Взаимодействие с водой
Оксид марганца(VII) взаимодействует с водой, образуя марганцовую кислоту:
{\displaystyle {\mathsf {Mn_{2}O_{7}+H_{2}O\longrightarrow \ 2HMnO_{4}}}}

### Взаимодействие с кислотами
Растворяется в серной кислоте, образуя гидросульфат триоксимарганца, более устойчивый при комнатной температуре:
{\displaystyle {\mathsf {Mn_{2}O_{7}+2H_{2}SO_{4}=2[MnO_{3}]^{+}[HSO_{4}]^{-}+H_{2}O}}}

### Взаимодействие с органическими веществами
При контакте воспламеняет этиловый спирт, ацетон.